# 1594 Danjon
1594 Danjon је астероид главног астероидног појаса. Приближан пречник астероида је 11,56 ,
а средња удаљеност астероида од Сунца износи 2,268 астрономских јединица (АЈ).
Инклинација (нагиб) орбите у односу на раван еклиптике је 8,942 степени, а орбитални период износи 1248,372 дана (3,417 године). Ексцентрицитет орбите астероида износи 0,195.
Апсолутна магнитуда астероида износи 12,20 а геометријски албедо 0,174.
Астероид је откривен 23. новембра 1949. године.